# Szwedzkie Góry (Chlebnia)
Szwedzkie Góry, Górki Szwedzkie, Chlebnia, Grodziszcze) – grodzisko wczesnośredniowieczne, leżące w granicach administracyjnych wsi Chlebnia, w województwie mazowieckim, powiecie grodziskim, gminie Grodzisk Mazowiecki, na Równinie Łowicko-Błońskiej. Na zachód od grodziska przepływa Mrowna.

## Położenie i opis
Szwedzkie Góry leżą w południowej części wsi Chlebnia, na prawym brzegu Mrownej, nieopodal granicy z miastem Grodzisk Mazowiecki. Grodzisko pierwotnie leżało na lewym brzegu rzeki, która przepływała po wschodniej stronie osady. Obiekt otaczają pola uprawne oraz tereny podmokłe (dawne Chlebińskie Stawy).
Gród składa się z dwóch wałów na planie ósemki o wysokości 1,5-2,5 metra i szerokości 9 metrów oraz gródka wewnętrznego o wysokości 3,5 metra.

## Historia

### Powstanie i funkcjonowanie grodziska
Pierwotnie Szwedzkie Góry były grodem pierścieniowatym, powstałym na przełomie XI i XII lub XI i XIII wieku. W XIII wieku grodzisko uzupełniono grodem stożkowatym. Gród wzniesiono na terenie dawnych osad otwartych ludności kultury łużyckiej, datowanych na V okres epoki brązu (lata 900–650 p.n.e.) lub początek epoki żelaza (650–550 r. p.n.e.). Zabudowania grodowe zostały zniszczone przez pożar, o czym świadczyć mogą zwęglone belki odkryte podczas wykopalisk archeologicznych.
Do 1502 roku osada nosiła nazwę Grodziszcze.

### Badania archeologiczne
Szwedzkie Góry w Chlebni odkryto prawdopodobnie w latach 20. XX wieku. Pierwsze badania weryfikacyjne przeprowadzone zostały w roku 1950. W latach 1967–1970 wykopaliska na terenie obiektu prowadziła Zofia Wartołowska. W 1985 roku grodzisko i towarzyszące mu osady zarejestrowano w trakcie badań powierzchniowych Archeologicznego Zdjęcia Polski. Po przeprowadzeniu badań stwierdzono, że wzniesienia powstały przy użyciu piasku z próchnicą i żwirem, bez użycia konstrukcji drewnianych.
Ostatnie badania na terenie obiektu i sąsiadujących z nim osad prowadzono w latach 90. XX wieku.

### Grodzisko obecnie
Obiekt obecnie jest nieużytkiem. W 2015 roku teren grodziska został uporządkowany i wyposażony w elementy małej architektury (kosze na śmieci, tablice informacyjne). Od tamtego czasu na Szwedzkich Górach odbywały się festyny archeologiczne organizowane przez władze Grodziska Mazowieckiego. 